# 西亞庫赫村 (阿姆拉什縣)
西亞庫赫村（波斯語：سياهكوه），是伊朗吉兰省阿姆拉什县兰库区索馬姆鄉的一个村。2006年人口普查顯示該村人口为36人，分佈在9个家庭中。